# Eurico (futebolista)
Eurico Pedro de Faria, mais conhecido como Eurico (Uberlândia, 3 de abril de 1948), é um ex-futebolista brasileiro que atuava como lateral-direito.

## Carreira
Iniciou sua carreira profissional jogando pelo Botafogo de Ribeirão Preto, onde ele permaneceu atuando até o ano de 1968, quando foi contratado pelo Palmeiras, o jogador foi transferido para o Grêmio em 1975, e encerrou sua carreira profissional em 1982.
| “ | “Sou até hoje um torcedor apaixonado pelo Botafogo. Continuo assistindo os jogos do Botafogo pela televisão e escutando pelo rádio. Ainda torço muito para este clube que me abriu as portas para o futebol”, completou. | ” |

Eurico fez parte da famosa "Academia" da Sociedade Esportiva Palmeiras. Conquistou vários títulos e atuou pela equipe alviverde em 467 partidas com 265 vitórias, 131 empates, 71 derrotas e quatro gols marcados.

## Títulos
Palmeiras
- Campeonato Brasileiro: 1969, 1972 e 1973[5]
- Troféu Ramón de Carranza: 1969 e 1974
- Campeonato Paulista: 1972 e 1974
- Torneio Mar del Plata: 1972
- Torneio Laudo Natel: 1972
- Taça dos Invictos: 1972

Grêmio
- Campeonato Gaúcho: 1977

Seleção Brasileira
- Copa Roca: 1971
- Taça Independência: 1972